# Noel Whelan
Noel Whelan (ur. 30 grudnia 1974 roku) były angielski piłkarz grający na pozycji napastnika. W ciągu kariery grał w takich klubach jak Leeds United, Coventry City i Middlesbrough.

## Początki kariery
Whelan swoją karierę rozpoczął w Leeds United i po przejściu z drużyny młodzieżowej do pierwszego składu zadebiutował w sezonie 1992-1993 w Premier League. W tym sezonie 16 razy wybiegł na boisko, ale dopiero rok później udało mu się trafić do siatki. W 23 występach 7 razy trafił bramkę. Dzięki grze w Leeds otrzymał powołanie do reprezentacji Anglii U-21, gdzie wystąpił dwa razy i trafił jedną bramkę.